# Yume de furarete hajimaru yuri
Yume de furarete hajimaru yuri (夢でフラれてはじまる百合), aussi connu sous son titre anglais A Yuri Manga That Starts With Getting Rejected in a Dream (litt. « Un manga yuri qui commence par un rejet dans un rêve »), est un manga yuri japonais écrit et illustré par Hijiki. Il a débuté en tant que webcomic publié sur le compte Twitter de son auteur en juillet 2021. Il a été repris plus tard par la maison Takeshobo qui a commencé à le publier sur leur site Web Comic Gamma Plus en avril 2022.

## Publication
Écrit et illustré par Hijiki, A Yuri Manga That Starts With Getting Rejected in a Dream débute comme un webcomic publié sur le compte Twitter de son auteur le 20 juillet 2021. Il a ensuite été acheté par Takeshobo qui a commencé à le publier sur son site Web Comic Gamma Plus le 22 avril 2022. Trois volumes ont été publiés à la date du 16 mai 2024.
Le 12 février 2025, Seven Seas Entertainment a annoncé qu'elle avait licencié la série en anglais à partir de janvier 2026.
| no | Japonais          | Japonais          |
| no | Date de sortie    | ISBN              |
| -- | ----------------- | ----------------- |
| 1  | 15 décembre 2022  | 978-4-8019-7924-6 |
| 2  | 14 septembre 2023 | 978-4-8019-8162-1 |
| 3  | 16 mai 2024       | 978-4-8019-8316-8 |